# 1778
Het jaar 1778 is het 78e jaar in de 18e eeuw volgens de christelijke jaartelling.

## Gebeurtenissen
april
- 8 - In Haarlem overlijdt de vermogende lakenhandelaar Pieter Teyler van der Hulst. Bij testament richt hij het Teylers Genootschap, op, met het doel om een museum voor kunst en wetenschap op te bouwen.
- 24 april - Het Bataviaasch genootschap der konsten en weetenschappen wordt opgericht met als motto 'Ten nutte van 't gemeen'.

mei
- 31 - Tsarina Catharina de Grote gaat akkoord met de plannen van Grigory Potemkin voor de stichting van Cherson.

augustus
- 3 - Het operagebouw La Scala in Milaan wordt geopend met een opvoering van Salieri's opera L'Europa riconosciutta.

september
- 15 - Het fregat Alphen van de Admiraliteit van Amsterdam vliegt in de haven van Willemstad (Curaçao) in de lucht, waarbij ruim tweehonderd bemanningsleden en ongeveer vijftig burgers omkomen.

oktober
- 18 - Het Franse garnizoen van Pondicherry geeft zich over aan de Britten.

november
- 10 - VOC-schip Woestduin vergaat nabij Dishoek. 49 van de 130 bemanningsleden komen om het leven.

december
- Kerstmis - Hulpbisschop Febronius van Trier neemt in een brief aan de gelovigen afstand van zijn geschriften, waarin hij de wereldlijke en geestelijke macht van de paus ter discussie had gesteld.
- 29 - Een Brits expeditieleger uit de kolonie New York verovert Savannah in Georgia en breidt daarmee de onafhankelijkheidsoorlog uit naar het zuiden.

zonder datum
- Door indijking en verstrekking van, de langs de Maasoever lopende, duintjes ontstaat vlak bij Hoek van Holland de Korte Bonnen.
- Friedrich Mesmer geneest enkele van zijn patiënten door autosuggestie en ontwikkelt de hypnose.
- Alessandro Volta ontdekt het gas methaan.
- Keizer Jozef II wil de Oostenrijkse Nederlanden ruilen tegen delen van Beieren. Frederik de Grote weigert.

## Muziek
- Domenico Cimarosa componeert Le stravaganze d'amore en Il ritorno di Don Calandrino.
- Joseph Haydn componeert zijn Symfonie nr. 65.
- Carl Friedrich Abel componeert 6 symfonieën, Opus 14
- Christian Cannabich componeert de opera Azakia

## Beeldende kunst

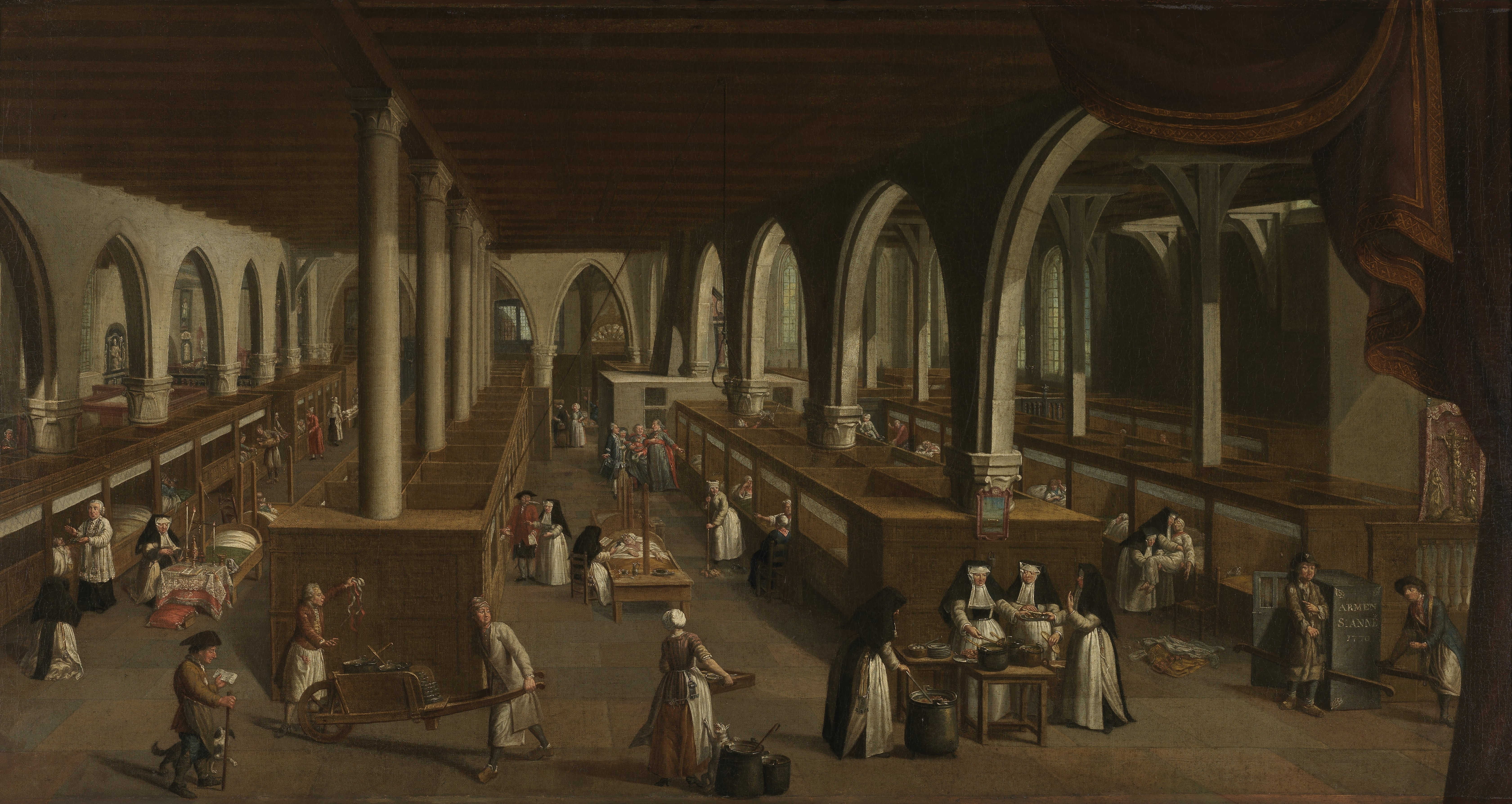
Ziekenzaal (1778) Jan Beerblock, Oud Sint-Janshospitaal, Brugge

## Bouwkunst

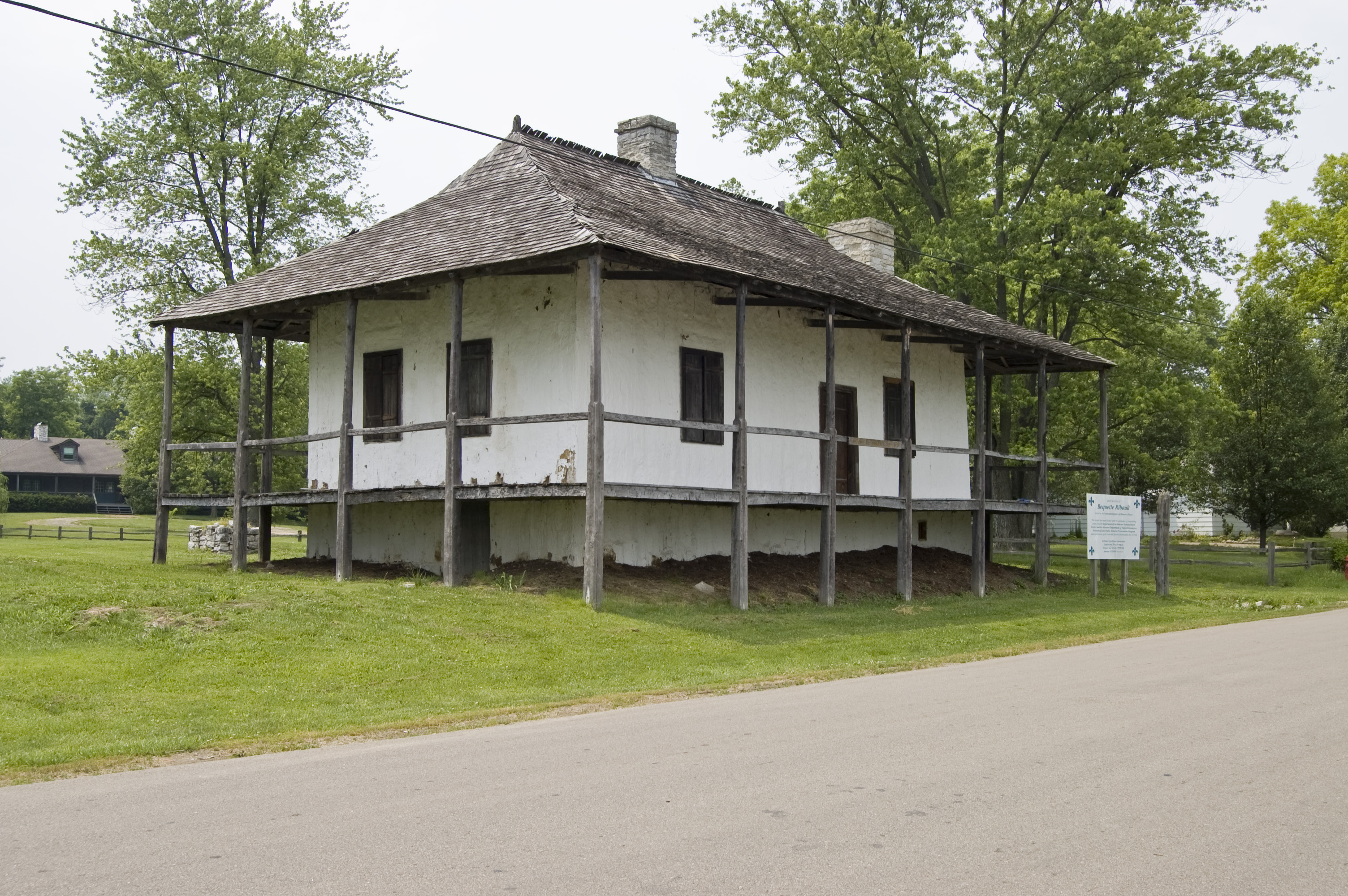
Maison Bequette-Ribault Missouri (1778)

## Geboren
augustus
- 17 - John Varley, Engels kunstschilder (overleden 1842)
- 20 - Bernardo O'Higgins, Chileens militair en vrijheidsstrijder (overleden 1842)

september
- 2 - Lodewijk Napoleon Bonaparte, vorst van het koninkrijk Holland (1806-1810) (overleden 1846)
- 13 - Fernando Sor, Spaans gitaarvirtuoos, muziekleraar en componist (overleden 1839)

november
- 1 - Gustaaf IV Adolf, koning van Zweden 1792-1809 (overleden 1837)
- 5 - Giovanni Battista Belzoni, Italiaans egyptoloog (overleden 1823)
- 14 - Johann Nepomuk Hummel, Oostenrijks componist en pianist (overleden 1837)
- 24 - Francisco Manuel Blanco, Spaans frater en botanicus (overleden 1845)

december
- 6 - Louis Gay-Lussac, Frans natuur- en scheikundige (overleden 1850)
- 17 - Humphry Davy, Brits scheikundige (overleden 1829)
- 19 - Marie-Thérèse, oudste dochter van Lodewijk XVI van Frankrijk en Marie Antoinette van Oostenrijk (overleden 1851)

datum onbekend
- Willem van Houten, oprichter van de ZMRS en uitvinder (overleden 1857)

## Overleden
januari
- 15 - Claude Louis de Saint-Germain (70), Frans generaal en minister van Oorlog
- 10 - Carl Linnaeus (70), Zweeds bioloog

februari
- 20 -  Laura Bassi (66), Italiaans wetenschapster en hoogleraar

maart
- 5 - Thomas Arne (67), Brits componist

april
- 8 - Pieter Teyler van der Hulst (76), Nederlands laken- en zijdekoopman
- 22 - James Hargreaves (57), Brits wever, timmerman en uitvinder van de Spinning Jenny

mei
- 30 - Voltaire (83), Frans verlichtingsfilosoof

juli
- 2 - Jean-Jacques Rousseau (66), Zwitsers-Frans filosoof, schrijver en componist